# Australian Championships 1927
Gli Australian Championships 1927 (conosciuto oggi come Australian Open) sono stati la 20ª edizione degli Australian Championships e prima prova stagionale dello Slam per il 1927. Si è disputato dal 22 al 31 gennaio 1927 sui campi in erba del Kooyong Stadium di Melbourne in Australia.
Il singolare maschile è stato vinto dall'australiano Gerald Patterson, che si è imposto sul connazionale John Hawkes in cinque set. Il singolare femminile è stato vinto dall'australiana Esna Boyd, che ha battuto la connazionale Sylvia Lance Harper in tre set. Nel doppio maschile si è imposta la coppia formata da John Hawkes e Gerald Patterson, mentre nel doppio femminile hanno trionfato Meryl O'Hara Wood e Louise Bickerton. Il doppio misto è stato vinto da Esna Boyd e Jack Hawkes.

## Risultati

### Singolare maschile
Gerald Patterson ha battuto in finale  John Hawkes con il punteggio di 3–6, 6–4, 3–6, 18-16, 6–3

### Singolare femminile
Esna Boyd ha battuto in finale  Sylvia Lance Harper con il punteggio di 5–7, 6–1, 6–2

### Doppio maschile
John Hawkes /  Gerald Patterson hanno battuto in finale  Ian McInness /  Pat O'Hara Wood con il punteggio di 8–6, 6–2, 6–1

### Doppio femminile
Meryl O'Hara Wood /  Louise Bickerton hanno battuto in finale  Esna Boyd Robertson /  Sylvia Lance Harper con il punteggio di 6–3, 6–3

### Doppio misto
Esna Boyd /  Jack Hawkes hanno battuto in finale  Youtha Anthony /  Jim Willard con il punteggio di 6–1, 6–3